# Ausztria a 2006. évi téli olimpiai játékokon
Ausztria az olaszországi Torinóban megrendezett 2006. évi téli olimpiai játékok egyik részt vevő nemzete volt. Az országot az olimpián 15 sportágban 191 sportoló képviselte, akik összesen 24 érmet szereztek.

## Érmesek
| Érem  | Versenyző                                                      | Sportág          | Versenyszám                  |
| ----- | -------------------------------------------------------------- | ---------------- | ---------------------------- |
| Arany | Benjamin Raich                                                 | Alpesisí         | Férfi óriás-műlesiklás       |
| Arany | Benjamin Raich                                                 | Alpesisí         | Férfi műlesiklás             |
| Arany | Michaela Dorfmeister                                           | Alpesisí         | Női lesiklás                 |
| Arany | Michaela Dorfmeister                                           | Alpesisí         | Női szuperóriás-műlesiklás   |
| Arany | Felix Gottwald                                                 | Északi összetett | Nagysánc + 7,5 km            |
| Arany | Felix Gottwald Michael Gruber Mario Stecher Christoph Bieler   | Északi összetett | Csapat                       |
| Arany | Thomas Morgenstern                                             | Síugrás          | Nagysánc                     |
| Arany | Andreas Widhölzl Andreas Kofler Martin Koch Thomas Morgenstern | Síugrás          | Csapat                       |
| Arany | Andreas Linger Wolfgang Linger                                 | Szánkó           | Kettes                       |
| Ezüst | Reinfried Herbst                                               | Alpesisí         | Férfi műlesiklás             |
| Ezüst | Hermann Maier                                                  | Alpesisí         | Férfi szuperóriás-műlesiklás |
| Ezüst | Michael Walchhofer                                             | Alpesisí         | Férfi lesiklás               |
| Ezüst | Nicole Hosp                                                    | Alpesisí         | Női műlesiklás               |
| Ezüst | Marlies Schild                                                 | Alpesisí         | Női kombináció               |
| Ezüst | Felix Gottwald                                                 | Északi összetett | Normálsánc + 15 km           |
| Ezüst | Andreas Kofler                                                 | Síugrás          | Nagysánc                     |
| Bronz | Hermann Maier                                                  | Alpesisí         | Férfi óriás-műlesiklás       |
| Bronz | Rainer Schönfelder                                             | Alpesisí         | Férfi műlesiklás             |
| Bronz | Rainer Schönfelder                                             | Alpesisí         | Férfi kombináció             |
| Bronz | Alexandra Meissnitzer                                          | Alpesisí         | Női szuperóriás-műlesiklás   |
| Bronz | Marlies Schild                                                 | Alpesisí         | Női műlesiklás               |
| Bronz | Mikhail Botwinov                                               | Sífutás          | Férfi 50 km                  |
| Bronz | Sigi Grabner                                                   | Snowboard        | Férfi parallel giant slalom  |

## Alpesisí
Férfi
| Versenyző          | Versenyszám            | 1. futam      | 1. futam      | 2. futam      | 2. futam      | Összesítés | Összesítés |
| Versenyző          | Versenyszám            | Idő           | Hely.         | Idő           | Hely.         | Idő        | Helyezés   |
| ------------------ | ---------------------- | ------------- | ------------- | ------------- | ------------- | ---------- | ---------- |
| Stephan Görgl      | Óriás-műlesiklás       | 1:17,15       | 7.            | nem ért célba | nem ért célba | kiesett    | kiesett    |
| Christoph Gruber   | Szuperóriás-műlesiklás |               |               |               |               | 1:32,00    | 19.        |
| Klaus Kröll        | Lesiklás               |               |               |               |               | 1:50,91    | 22.        |
| Reinfried Herbst   | Műlesiklás             | 53,55         | 4.            | 50,42         | 7.            | 1:43,97    |            |
| Hermann Maier      | Lesiklás               |               |               |               |               | 1:50,00    | 6.         |
| Hermann Maier      | Szuperóriás-műlesiklás |               |               |               |               | 1:30,78    |            |
| Hermann Maier      | Óriás-műlesiklás       | 1:16,83       | 3.*           | 1:18,33       | 3.            | 2:35,16    |            |
| Mario Matt         | Műlesiklás             | nem ért célba | nem ért célba | kiesett       | kiesett       | kiesett    | kiesett    |
| Benjamin Raich     | Szuperóriás-műlesiklás |               |               |               |               | 1:32,05    | 21.        |
| Benjamin Raich     | Óriás-műlesiklás       | 1:16,95       | 5.            | 1:18,05       | 1.            | 2:35,00    |            |
| Benjamin Raich     | Műlesiklás             | 53,37         | 1.            | 49,77         | 1.            | 1:43,14    |            |
| Hannes Reichelt    | Szuperóriás-műlesiklás |               |               |               |               | 1:31,39    | 10.        |
| Rainer Schönfelder | Óriás-műlesiklás       | 1:17,49       | 11.           | 1:19,15       | 7.            | 2:36,64    | 8.         |
| Rainer Schönfelder | Műlesiklás             | 54,03         | 7.            | 50,12         | 5.            | 1:44,15    |            |
| Fritz Strobl       | Lesiklás               |               |               |               |               | 1:50,12    | 8.         |
| Michael Walchhofer | Lesiklás               |               |               |               |               | 1:49,52    |            |

| Versenyző          | Versenyszám | Lesiklás | Lesiklás | Műlesiklás    | Műlesiklás    | Műlesiklás    | Műlesiklás    | Műlesiklás | Műlesiklás | Összesítés | Összesítés |
| Versenyző          | Versenyszám | Lesiklás | Lesiklás | 1. futam      | 1. futam      | 2. futam      | 2. futam      | Össz.      | Össz.      | Összesítés | Összesítés |
| Versenyző          | Versenyszám | Idő      | Hely.    | Idő           | Hely.         | Idő           | Hely.         | Idő        | Hely.      | Idő        | Helyezés   |
| ------------------ | ----------- | -------- | -------- | ------------- | ------------- | ------------- | ------------- | ---------- | ---------- | ---------- | ---------- |
| Mario Matt         | Összetett   | 1:41,08  | 24.*     | 45,60         | 11.           | 1:02,10       | 35.           | 1:47,70    | 35.        | 3:28,78    | 34.        |
| Benjamin Raich     | Összetett   | 1:40,42  | 13.      | 44,23         | 2.            | nem ért célba | nem ért célba | kiesett    | kiesett    | kiesett    | kiesett    |
| Rainer Schönfelder | Összetett   | 1:40,02  | 9.       | 45,67         | 13.           | 44,98         | 12.           | 1:30,65    | 11.        | 3:10,67    |            |
| Michael Walchhofer | Összetett   | 1:39,52  | 5.       | nem ért célba | nem ért célba | kiesett       | kiesett       | kiesett    | kiesett    | kiesett    | kiesett    |

Női
| Versenyző             | Versenyszám            | 1. futam | 1. futam | 2. futam      | 2. futam      | Összesítés    | Összesítés    |
| Versenyző             | Versenyszám            | Idő      | Hely.    | Idő           | Hely.         | Idő           | Helyezés      |
| --------------------- | ---------------------- | -------- | -------- | ------------- | ------------- | ------------- | ------------- |
| Michaela Dorfmeister  | Lesiklás               |          |          |               |               | 1:56,49       |               |
| Michaela Dorfmeister  | Szuperóriás-műlesiklás |          |          |               |               | 1:32,47       |               |
| Andrea Fischbacher    | Szuperóriás-műlesiklás |          |          |               |               | 1:33,97       | 13.           |
| Elisabeth Görgl       | Lesiklás               |          |          |               |               | nem ért célba | nem ért célba |
| Renate Götschl        | Lesiklás               |          |          |               |               | 1:57,20       | 4.            |
| Renate Götschl        | Szuperóriás-műlesiklás |          |          |               |               | 1:34,83       | 26.           |
| Alexandra Meissnitzer | Lesiklás               |          |          |               |               | 1:57,78       | 8.*           |
| Alexandra Meissnitzer | Szuperóriás-műlesiklás |          |          |               |               | 1:33,06       |               |
| Nicole Hosp           | Óriás-műlesiklás       | 1:01,26  | 4.       | 1:09,40       | 7.*           | 2:10,66       | 4.            |
| Nicole Hosp           | Műlesiklás             | 42,83    | 2.       | 46,50         | 1.            | 1:29,33       |               |
| Michaela Kirchgasser  | Óriás-műlesiklás       | 1:02,22  | 16.      | nem ért célba | nem ért célba | kiesett       | kiesett       |
| Michaela Kirchgasser  | Műlesiklás             | 42,97    | 3.       | 47,31         | 7.            | 1:30,28       | 5.            |
| Marlies Schild        | Óriás-műlesiklás       | 1:02,68  | 21.      | 1:10,59       | 19.           | 2:13,27       | 17.           |
| Marlies Schild        | Műlesiklás             | 43,09    | 6.       | 46,70         | 3.            | 1:29,79       |               |
| Kathrin Zettel        | Óriás-műlesiklás       | 1:01,95  | 9.       | 1:09,40       | 7.*           | 2:11,35       | 7.            |
| Kathrin Zettel        | Műlesiklás             | kizárták | kizárták | kiesett       | kiesett       | kiesett       | kiesett       |

| Versenyző            | Versenyszám | Műlesiklás | Műlesiklás | Műlesiklás | Műlesiklás | Műlesiklás | Műlesiklás | Lesiklás | Lesiklás | Összesítés | Összesítés |
| Versenyző            | Versenyszám | 1. futam   | 1. futam   | 2. futam   | 2. futam   | Össz.      | Össz.      | Lesiklás | Lesiklás | Összesítés | Összesítés |
| Versenyző            | Versenyszám | Idő        | Hely.      | Idő        | Hely.      | Idő        | Hely.      | Idő      | Hely.    | Idő        | Helyezés   |
| -------------------- | ----------- | ---------- | ---------- | ---------- | ---------- | ---------- | ---------- | -------- | -------- | ---------- | ---------- |
| Nicole Hosp          | Összetett   | 38,75      | 3.*        | 43,32      | 5.         | 1:22,07    | 5.         | 1:31,14  | 13.      | 2:53,21    | 5.         |
| Michaela Kirchgasser | Összetett   | 38,99      | 6.         | 43,47      | 6.         | 1:22,46    | 6.         | 1:31,02  | 11.      | 2:53,48    | 6.         |
| Marlies Schild       | Összetett   | 38,39      | 1.         | 42,83      | 1.         | 1:21,22    | 1.         | 1:30,36  | 7.       | 2:51,58    |            |
| Kathrin Zettel       | Összetett   | 38,77      | 5.         | 42,98      | 2.         | 1:21,75    | 3.         | 1:30,66  | 8.       | 2:52,41    | 4.         |

* - egy másik versenyzővel azonos időt ért el

## Biatlon
Férfi
| Versenyző                                                      | Versenyszám           | Lövőhiba    | Időeredmény | Helyezés |
| -------------------------------------------------------------- | --------------------- | ----------- | ----------- | -------- |
| Ludwig Gredler                                                 | 10 km sprint          | 4 (3+1)     | 29:17,6     | 52.      |
| Ludwig Gredler                                                 | 12,5 km üldözőverseny | 6 (2+1+3+0) | 40:57,5     | 45.      |
| Ludwig Gredler                                                 | 20 km egyéni          | 3 (0+3+0+0) | 59:55,1     | 41.      |
| Daniel Mesotitsch                                              | 20 km egyéni          | 5 (1+3+0+1) | 1:01:59,7   | 59.      |
| Wolfgang Perner                                                | 10 km sprint          | 1 (0+1)     | 26:51,6     | kizárták |
| Wolfgang Perner                                                | 12,5 km üldözőverseny | 7 (3+3+0+1) | 38:13,5     | kizárták |
| Wolfgang Perner                                                | 20 km egyéni          | 5 (1+2+1+1) | 1:02:22,5   | kizárták |
| Fritz Pinter                                                   | 20 km egyéni          | 1 (0+0+0+1) | 58:25,7     | 26.      |
| Wolfgang Rottmann                                              | 10 km sprint          | 3 (1+2)     | 28:11,8     | kizárták |
| Wolfgang Rottmann                                              | 12,5 km üldözőverseny | 4 (0+2+1+1) | 37:50,5     | kizárták |
| Christoph Sumann                                               | 10 km sprint          | 2 (1+1)     | 27:42,3     | 15.      |
| Christoph Sumann                                               | 12,5 km üldözőverseny | 2 (1+0+1+0) | 36:39,7     | 7.       |
| Christoph Sumann                                               | 15 km tömegrajtos     | 2 (1+0+0+1) | 48:17,4     | 9.       |
| Daniel Mesotitsch Fritz Pinter Ludwig Gredler Christoph Sumann | 4 × 7,5 km váltó      | 1+11        | 1:28:26,4   | 17.      |

## Bob
Férfi
| Versenyző                                                     | Versenyszám | 1. futam | 1. futam | 2. futam | 2. futam | 3. futam | 3. futam | 4. futam | 4. futam | Összesítés | Összesítés |
| Versenyző                                                     | Versenyszám | Idő      | Hely.    | Idő      | Hely.    | Idő      | Hely.    | Idő      | Hely.    | Idő        | Helyezés   |
| ------------------------------------------------------------- | ----------- | -------- | -------- | -------- | -------- | -------- | -------- | -------- | -------- | ---------- | ---------- |
| Wolfgang Stampfer Klaus Seelos                                | Kettes      | 55,92    | 9.       | 55,94    | 11.      | 56,57    | 10.      | 56,90    | 8.*      | 3:45,33    | 10.        |
| Jürgen Loacker Gerhard Köhler                                 | Kettes      | 56,29    | 16.      | 56,22    | 16.      | 57,07    | 19.      | 57,69    | 19.      | 3:47,27    | 17.        |
| Wolfgang Stampfer Klaus Seelos Jürgen Loacker Hans-Peter Welz | Négyes      | 55,77    | 10.      | 55,83    | 13.*     | 55,73    | 15.      | 55,53    | 15.      | 3:42,86    | 13.        |

* - egy másik csapattal azonos időt ért el

## Északi összetett
| Versenyző                                                    | Versenyszám        | Síugrás | Síugrás | Síugrás    | Sífutás | Sífutás | Összesítés | Összesítés |
| Versenyző                                                    | Versenyszám        | Pont    | Hely.   | Időhátrány | Idő     | Hely.   | Idő        | Helyezés   |
| ------------------------------------------------------------ | ------------------ | ------- | ------- | ---------- | ------- | ------- | ---------- | ---------- |
| Christoph Bieler                                             | Normálsánc + 15 km | 251,0   | 5.*     | +0:46      | 41:05,3 | 36.     | 41:51,3    | 13.        |
| Christoph Bieler                                             | Nagysánc + 7,5 km  | 115,8   | 8.      | +0:40      | 19:04,0 | 36.     | 19:44,0    | 23.        |
| Felix Gottwald                                               | Normálsánc + 15 km | 234,5   | 11.     | +1:52      | 38:02,4 | 2.      | 39:54,4    |            |
| Felix Gottwald                                               | Nagysánc + 7,5 km  | 112,1   | 12.     | +0:54      | 17:35,0 | 1.      | 18:29,0    |            |
| Michael Gruber                                               | Normálsánc + 15 km | 248,5   | 7.      | +0:56      | 40:51,9 | 34.     | 41:47,9    | 12.        |
| Michael Gruber                                               | Nagysánc + 7,5 km  | 116,9   | 6.      | +0:35      | 18:48,3 | 30.     | 19:23,3    | 13.        |
| Mario Stecher                                                | Normálsánc + 15 km | 223,0   | 17.     | +2:38      | 40:21,2 | 25.     | 42:59,2    | 19.        |
| Mario Stecher                                                | Nagysánc + 7,5 km  | 108,9   | 15.     | +1:07      | 18:23,3 | 21.     | 19:30,3    | 14.        |
| Felix Gottwald Michael Gruber Mario Stecher Christoph Bieler | Csapat             | 903,2   | 2.      | +0:10      | 49:42,6 | 1.      | 49:52,6    |            |

* - egy másik versenyzővel azonos eredményt ért el

## Gyorskorcsolya
Női
| Versenyző   | Versenyszám | 1. futam | 1. futam | 2. futam | 2. futam | Eredmény | Helyezés |
| Versenyző   | Versenyszám | Idő      | Hely.    | Idő      | Hely.    | Eredmény | Helyezés |
| ----------- | ----------- | -------- | -------- | -------- | -------- | -------- | -------- |
| Anna Rokita | 1500 m      |          |          |          |          | 2:02,19  | 27.      |
| Anna Rokita | 3000 m      |          |          |          |          | 4:12,87  | 16.      |
| Anna Rokita | 5000 m      |          |          |          |          | 7:16,75  | 12.      |

## Műkorcsolya
| Versenyző      | Versenyszám  | Rövid program | Rövid program | Kűr    | Kűr   | Összesítés | Összesítés |
| Versenyző      | Versenyszám  | Pont          | Hely.         | Pont   | Hely. | Pont       | Helyezés   |
| -------------- | ------------ | ------------- | ------------- | ------ | ----- | ---------- | ---------- |
| Viktor Pfeifer | Férfi egyéni | 62,17         | 17.           | 101,70 | 23.   | 163,87     | 22.        |

## Síakrobatika
Mogul
| Versenyző         | Versenyszám | Selejtező | Selejtező | Döntő | Döntő    |
| Versenyző         | Versenyszám | Pont      | Helyezés  | Pont  | Helyezés |
| ----------------- | ----------- | --------- | --------- | ----- | -------- |
| Margarita Marbler | Női         | 24,15     | 6.        | 20,79 | 17.      |

## Sífutás
Férfi
| Versenyző                                                 | Versenyszám     | Selejtező | Selejtező | Negyeddöntő | Negyeddöntő | Elődöntő | Elődöntő | B döntő | B döntő | Döntő     | Döntő    |
| Versenyző                                                 | Versenyszám     | Idő       | Hely.     | Idő         | Hely.       | Idő      | Hely.    | Idő     | Hely.   | Idő       | Helyezés |
| --------------------------------------------------------- | --------------- | --------- | --------- | ----------- | ----------- | -------- | -------- | ------- | ------- | --------- | -------- |
| Mikhail Botwinov                                          | 30 km           |           |           |             |             |          |          |         |         | 1:17:08,5 | 7.       |
| Mikhail Botwinov                                          | 50 km           |           |           |             |             |          |          |         |         | 2:06:12,7 |          |
| Martin Stockinger                                         | Sprint          | 2:20,18   | 25.       | 2:27,1      | 4.          | kiesett  | kiesett  | kiesett | kiesett | kiesett   | 20.      |
| Martin Tauber                                             | 15 km           |           |           |             |             |          |          |         |         | kizárták  | kizárták |
| Martin Tauber                                             | 30 km           |           |           |             |             |          |          |         |         | kizárták  | kizárták |
| Harald Wurm                                               | Sprint          | 2:20,11   | 24.       | 2:23,4      | 5.          | kiesett  | kiesett  | kiesett | kiesett | kiesett   | 24.      |
| Johannes Eder Jürgen Pinter                               | Csapatsprint    | kizárták  | kizárták  |             |             |          |          |         |         | kiesett   | kiesett  |
| Martin Tauber Jürgen Pinter Roland Diethart Johannes Eder | 4 × 10 km váltó |           |           |             |             |          |          |         |         | kizárták  | kizárták |

## Síugrás
| Versenyző                                                      | Versenyszám | Selejtező | Selejtező | 1. ugrás | 1. ugrás | 2. ugrás | 2. ugrás | Összesítés | Összesítés |
| Versenyző                                                      | Versenyszám | Pont      | Hely.     | Pont     | Hely.    | Pont     | Hely.    | Pont       | Helyezés   |
| -------------------------------------------------------------- | ----------- | --------- | --------- | -------- | -------- | -------- | -------- | ---------- | ---------- |
| Martin Koch                                                    | Normálsánc  | 123,0     | 9.*       | 118,0    | 24.*     | 111,5    | 25.*     | 229,5      | 23.*       |
| Martin Koch                                                    | Nagysánc    | 100,8     | 8.        | 94,8     | 32.      | kiesett  | kiesett  | kiesett    | kiesett    |
| Andreas Kofler                                                 | Normálsánc  | 134,5     |           | 127,0    | 11.      | 130,5    | 7.       | 257,5      | 11.        |
| Andreas Kofler                                                 | Nagysánc    | 133,8     |           | 135,7    | 1.       | 141,1    | 2.       | 276,8      |            |
| Thomas Morgenstern                                             | Normálsánc  | 117,0     |           | 134,5    | 2.*      | 125,0    | 12.      | 259,5      | 9.         |
| Thomas Morgenstern                                             | Nagysánc    | 136,8     |           | 131,4    | 2.       | 145,5    | 1.       | 276,9      |            |
| Andreas Widhölzl                                               | Normálsánc  | 129,0     |           | 120,5    | 20.      | 123,5    | 13.*     | 244,0      | 17.        |
| Andreas Widhölzl                                               | Nagysánc    | 99,9      |           | 109,9    | 12.      | 100,2    | 24.      | 210,1      | 21.        |
| Andreas Widhölzl Andreas Kofler Martin Koch Thomas Morgenstern | Csapat      |           |           | 472,6    | 1.       | 511,4    | 1.       | 984,0      |            |

* - egy másik versenyzővel azonos eredményt ért el

## Snowboard
Parallel giant slalom
| Versenyző          | Versenyszám | Selejtező | Selejtező | Nyolcaddöntő                      | Negyeddöntő                           | Elődöntő                     | Döntő                                                  | Helyezés |
| Versenyző          | Versenyszám | Idő       | Hely.     | Ellenfél Eredmény                 | Ellenfél Eredmény                     | Ellenfél Eredmény            | Ellenfél Eredmény                                      | Helyezés |
| ------------------ | ----------- | --------- | --------- | --------------------------------- | ------------------------------------- | ---------------------------- | ------------------------------------------------------ | -------- |
| Sigi Grabner       | Férfi       | 1:10,65   | 6.        | Richard Richardsson (SWE) · -1,81 | Heinz Inniger (SUI) · -1,96           | Philipp Schoch (SUI) · +0,76 | Bronzmérkőzés · Mathieu Bozzetto (FRA) · nem ért célba |          |
| Alexander Maier    | Férfi       | kizárták  | kizárták  | kiesett                           | kiesett                               | kiesett                      | kiesett                                                | kiesett  |
| Andreas Prommegger | Férfi       | 1:10,35   | 4.        | Mathieu Bozzetto (FRA) · +1,02    | kiesett                               | kiesett                      | kiesett                                                | 9.       |
| Harald Walder      | Férfi       | 1:12,11   | 14.       | Heinz Inniger (SUI) · +0,91       | kiesett                               | kiesett                      | kiesett                                                | 14.      |
| Doris Günther      | Női         | 1:21,49   | 8.        | Takeucsi Tomoka (JPN) · -0,34     | Jekatyerina Tugyegeseva (RUS) · -1,63 | Amelie Kober (GER) · +5,26   | Bronzmérkőzés · Rosey Fletcher (USA) · +2,19           | 4.       |
| Doresia Krings     | Női         | 1:22,02   | 11.       | Daniela Meuli (SUI) · +1,24       | kiesett                               | kiesett                      | kiesett                                                | 11.      |
| Heidi Krings       | Női         | 1:21,79   | 10.       | Ursula Bruhin (SUI) · +2,12       | kiesett                               | kiesett                      | kiesett                                                | 10.      |
| Manuela Riegler    | Női         | 1:31,72   | 28.       | kiesett                           | kiesett                               | kiesett                      | kiesett                                                | 28.      |

Snowboard cross
| Versenyző             | Versenyszám | Selejtező | Selejtező | Nyolcaddöntő | Negyeddöntő | Elődöntő | Döntő      | Helyezés |
| Versenyző             | Versenyszám | Idő       | Hely.     | Helyezés     | Helyezés    | Helyezés | Helyezés   | Helyezés |
| --------------------- | ----------- | --------- | --------- | ------------ | ----------- | -------- | ---------- | -------- |
| Mario Fuchs           | Férfi       | 1:22,60   | 26.       | 3.           | kiesett     | kiesett  | kiesett    | 30.      |
| Lukas Grüner          | Férfi       | 1:21,28   | 11.       | 4.           | kiesett     | kiesett  | kiesett    | 19.      |
| Dieter Krassnig       | Férfi       | 1:21,00   | 6.        | 1.           | 2.          | 4.       | B döntő 4. | 8.       |
| Hans Jörg Unterrainer | Férfi       | 1:22,10   | 17.       | 1.           | 4.          |          | D döntő 3. | 15.      |
| Doris Günther         | Női         | 1:32,58   | 16.       |              | 4.          |          | D döntő 2. | 14.      |
| Doresia Krings        | Női         | 1:30,90   | 10.       |              | 4.          |          | D döntő 1. | 13.      |

## Szánkó
| Versenyző                      | Versenyszám | 1. futam | 1. futam | 2. futam | 2. futam | 3. futam      | 3. futam      | 4. futam | 4. futam | Összesítés | Összesítés |
| Versenyző                      | Versenyszám | Idő      | Hely.    | Idő      | Hely.    | Idő           | Hely.         | Idő      | Hely.    | Idő        | Helyezés   |
| ------------------------------ | ----------- | -------- | -------- | -------- | -------- | ------------- | ------------- | -------- | -------- | ---------- | ---------- |
| Markus Kleinheinz              | Férfi egyes | 52,140   | 11.      | 51,767   | 10.      | 51,841        | 9.            | 51,839   | 10.      | 3:27,587   | 9.         |
| Rainer Margreiter              | Férfi egyes | 52,200   | 12.      | 51,880   | 11.      | 52,234        | 17.           | 51,800   | 9.       | 3:28,114   | 12.        |
| Daniel Pfister                 | Férfi egyes | 52,317   | 14.      | 52,103   | 16.      | 52,058        | 13.           | 51,882   | 11.      | 3:28,360   | 13.        |
| Veronika Halder                | Női egyes   | 47,426   | 6.       | 47,137   | 4.       | 47,246        | 6.            | 47,278   | 7.       | 3:09,087   | 5.         |
| Sonja Manzenreiter             | Női egyes   | 47,308   | 5.       | 47,200   | 5.       | nem ért célba | nem ért célba | kiesett  | kiesett  | kiesett    | kiesett    |
| Nina Reithmayer                | Női egyes   | 47,485   | 8.       | 47,532   | 11.      | 47,333        | 10.           | 47,223   | 4.       | 3:09,573   | 8.         |
| Andreas Linger Wolfgang Linger | Kettes      | 47,028   | 1.       | 47,469   | 2.       |               |               |          |          | 1:34,497   |            |
| Tobias Schiegl Markus Schiegl  | Kettes      | 47,108   | 2.       | 47,843   | 10.      |               |               |          |          | 1:34,951   | 4.         |

## Szkeleton
| Versenyző    | Versenyszám | 1. futam | 1. futam | 2. futam | 2. futam | Összesítés | Összesítés |
| Versenyző    | Versenyszám | Idő      | Hely.    | Idő      | Hely.    | Idő        | Helyezés   |
| ------------ | ----------- | -------- | -------- | -------- | -------- | ---------- | ---------- |
| Markus Penz  | Férfi       | 59,55    | 16.      | 59,51    | 15.      | 1:59,06    | 16.        |
| Martin Rettl | Férfi       | 59,23    | 12.      | 59,53    | 16.      | 1:58,76    | 13.        |